# Sandro Tonali
Sandro Tonali (8. květen 2000 Lodi, Itálie) je italský fotbalista, který hraje na pozici defensivního záložníka za anglický klub Newcastle a za italskou reprezentaci.

## Kariéra

### Klubová
Tonali podnikl první hráčské kroky v milánském týmu Lombardia Uno. Po roce se stěhoval do Piacenzy, kde pobýval tři sezóny, než se přestěhoval ve věku 12 let do Brescie.

#### Brescia
Svůj debut Tonali oslavil 26. srpna 2017 ve věku 17 let v 70. minutě zápasu Serie B proti Avellinu (1:2). Natrvalo členem týmu se stal v lednu 2018. První branku vstřelil 28. dubna do sítě US Salernitana 1919 (2:4). První sezona mezi dospělými mu vyšla na výbornou a byl oceněn nejlepším mladým hráčem ve druhé lize.
Ve své druhé sezóně pomohl 3 brankami ve 34 utkání klubu postoupit do nejvyšší ligy. A opět byl oceněn nejlepším mladým hráčem ve druhé lize.
Debut v Serii A měl 25. srpna 2019 ve věku 19 let proti Cagliari Calcio (1:0). První branku vstřelil 26. října z přímého volného kopu v zápase proti Janov CFC (3:1). Jenže s klubem na konci sezony sestoupil do druhé ligy.

#### Milán

##### Sezóna 2020/21
Dne 9. září 2020 byl dojednán přestup do AC Milán. Nejprve na roční hostování s povinnou opcí. První zápas v novém klubu odehrál 17. září 2020 v Evropské lize proti Shamrocku Rovers. V lize si připsal první zápas v dresu AC Milán 21. září proti Boloni (2:0).

##### Sezóna 2021/22
V červenci 2021 přestoupil Tonali do AC Milán na trvalo a podepsal s klubem pětiletou smlouvu.
Svůj první gól v milánském dresu vstřelil Tonali 29. srpna 2021 proti Cagliari, když se trefil z volného přímého kopu a otevřel skóre zápasu (výhra 4:1). 24. dubna 2022, kdy zápas s Laziem směřoval k remíze 1:1, vstřelil Tonali v nastaveném čase vítězný gól a zajistil svému týmu vedení v tabulce Serie A. 8. května 2022, v den svých 22. narozenin, vstřelil Tonali dvě branky při venkovním vítězství 3:1 nad Hellasem Verona.
Po vítězství 3:0 nad Sassuolem 22. května si AV Milán zajistil první Scudetto po 11 letech. Tonali odehrál v sezóně 2021/22 celkem 36 zápasů, ve kterých vstřelil 5 gólů a na 3 přihrál.
Tonaliho výkony v této sezóně přitáhly pozornost a chválu renomovaných italských fotbalových odborníků, jako jsou Di Canio, Donadoni a Capello, přičemž posledně jmenovaný prohlásil, že Tonali by si v minulosti našel místo i v nejlepší milánské generaci.

##### Sezóna 2022/23
V sezóně 2022/23 zažil Tonali s AC Milán povedený ročník Ligy mistrů, kde se svými spoluhráči dokráčeli až do semifinále, kde však po dvou prohrách s rivalským Interem Milán ze soutěže před branami finále vypadli. Tonali byl klíčovým hráčem klubu i v ligové soutěži, kde odehrál 34 utkání, ve kterých vstřelil 2 branky a na dalších 7 přihrál. AC Milán zakončil sezónu na konečné 4. příčce.

#### Newcastle
Tonali v červnu 2023 přestoupil do anglického Newcastle United, se kterým podepsal smlouvu na šest let. Newcastle za novou posilu zaplatil 80 milionů eur (asi 1,9 miliardy korun) včetně bonusů. Tonali se údajně rozplakal poté, co mu bylo oznámeno, že ho AC Milán prodává do Newcastlu, protože chtěl na San Siru strávit celou kariéru.
Dne 26. října informoval předseda Italské fotbalové federace Gabriele Gravina, že za sázení na fotbalové zápasy má Tonali zakázáno hrát fotbal na 10 měsíců. V rámci dohody s FIGC musí také absolvovat skupinovou terapii zaměřenou na gamblery. 

## Reprezentační
Od 21. března 2019 byl členem Itálie U21. Zahrál si proti Rakousku U21 (0:0). Hraje i za seniorskou reprezentaci Itálie kde debutoval 15. října 2019 proti Lichtenštejnsku (5:0).

## Přestupy
- z Brescia do Milán za 5 000 000 Euro (hostování)
- z Brescia do Milán za 14 280 000 Euro
- z Milán do Newcastle za 58 900 000 Euro

## Statistika

### Klubová
| Sezóna              | Klub                | Liga                | Liga   | Liga | Domácí poháry | Domácí poháry | Domácí poháry | Kontinentální poháry | Kontinentální poháry | Kontinentální poháry | Celkem | Celkem |
| Sezóna              | Klub                | Soutěž              | Zápasy | Góly | Soutěž        | Zápasy        | Góly          | Soutěž               | Zápasy               | Góly                 | Zápasy | Góly   |
| ------------------- | ------------------- | ------------------- | ------ | ---- | ------------- | ------------- | ------------- | -------------------- | -------------------- | -------------------- | ------ | ------ |
| 2017/18             | Brescia             | Serie B             | 19     | 2    | IP            | 0             | 0             | -                    | 0                    | 0                    | 19     | 2      |
| 2018/19             | Brescia             | Serie B             | 34     | 3    | IP            | 0             | 0             | -                    | 0                    | 0                    | 34     | 3      |
| 2019/20             | Brescia             | Serie A             | 35     | 1    | IP            | 1             | 0             | -                    | 0                    | 0                    | 36     | 1      |
| Celkem za Brescii   | Celkem za Brescii   | Celkem za Brescii   | 88     | 6    | -             | 1             | 0             | -                    | 0                    | 0                    | 89     | 6      |
| 2020/21             | Milán               | Serie A             | 25     | 0    | IP            | 1             | 0             | EL                   | 11                   | 0                    | 37     | 0      |
| 2021/22             | Milán               | Serie A             | 36     | 5    | IP            | 3             | 0             | LM                   | 6                    | 0                    | 45     | 5      |
| 2022/23             | Milán               | Serie A             | 34     | 2    | IP+IS         | 1+1           | 0+0           | LM                   | 12                   | 0                    | 48     | 2      |
| Celkem za Milán     | Celkem za Milán     | Celkem za Milán     | 95     | 7    | -             | 6             | 0             | -                    | 29                   | 0                    | 130    | 7      |
| 2023/24             | Newcastle           | Premier League      | 8      | 1    | AP+ALP        | 0+1           | 0             | LM                   | 3                    | 0                    | 12     | 1      |
| 2024/25             | Newcastle           | Premier League      | 29     | 4    | AP+ALP        | 3+6           | 0+2           | -                    | 0                    | 0                    | 38     | 6      |
| Celkem za Newcastle | Celkem za Newcastle | Celkem za Newcastle | 37     | 5    | -             | 10            | 2             | -                    | 3                    | 0                    | 50     | 7      |
| Celkově             | Celkově             | Celkově             | 220    | 18   | -             | 17            | 2             | -                    | 32                   | 0                    | 269    | 20     |

#### Reprezentační branky
| Gól | Datum        | Stadion                                       | Soupeř  | Skóre | Výsledek | Soutěž                                   |
| --- | ------------ | --------------------------------------------- | ------- | ----- | -------- | ---------------------------------------- |
| 01  | 14. 11. 2024 | Constant Vanden Stock Stadion, Brusel, Belgie | Belgie  | 0:1   | 0:1      | Liga národů UEFA 2024/2025 – Liga A      |
| 02  | 20. 3. 2025  | Stadio Giuseppe Meazza, Milán, Itálie         | Německo | 1:0   | 1:2      | Liga národů UEFA 2024/2025 – čtvrtfinále |

## Úspěchy

### Klubové
- vítěz italské ligy (1x)

Milán: 2021/22
- vítěz 2. italské ligy (1x)

Brescia: 2018/19
- vítěz anglického ligového poháru (1x)

Newcastle: 2024/25

### Reprezentační
- 3× na ME 21 (2019, 2021, 2023)

### Individuální
- Nejlepší mladý hráč ve 2. italské lize (2017/18, 2018/19)